# تيار الغلاف الشمسي الدوري

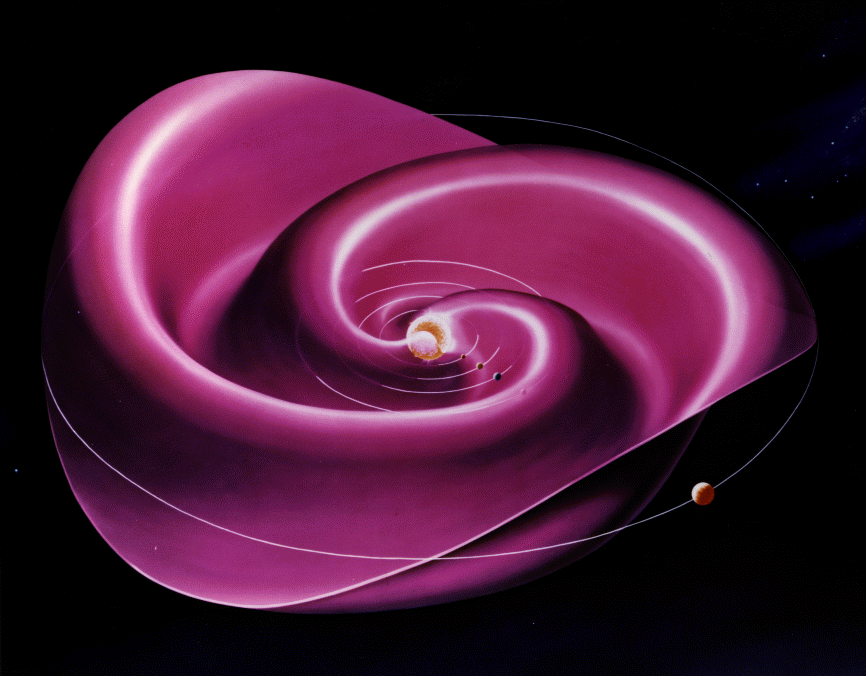
تيار الغلاف الشمسي الدوري

تيار الغلاف الشمسي الدوري هو سطح ضمن المجموعة الشمسية حيث تتغير القطبية المغناطيسية للشمس من الشمال إلى الجنوب. ويمتد هذا الحقل من مستوي خط استواء الشمس. ينتج شكل تيار الغلاف الشمسي الدوري من تأثير دوران الحقل المغناطيسي الشمسي في البلازما بين الكواكب. كما يتدفق تيار كهربائي صغير ضمن هذا الغلاف قيمته تقريباً 10-10  أمبير/متر2 تبلغ سماكة هذا الغلاف حوالي 10000 كم
يسمى هذا الغلاف المغناطيسي باسم الحقل المغناطيسي بين الكوكبي

## المميزات

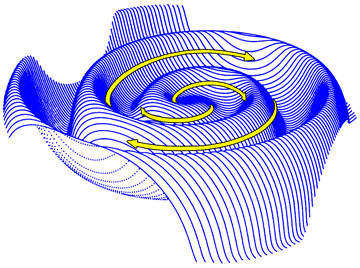
حلزون باركر

يتشابك الحقل المغناطيسي مع البلازما الشمسية نتيجة دوران الشمس على شكل حلزون باركر. ينقسم حلزون باركر المغناطيسي إلى نصفين بواسطة تيارين دوريين، وقد طور النموذج الرياضي في سنة 1970. الإعوجاج في شكل الحلزون مائج يشبه بتنورة راقصة الباليه
يدور الغلاف الشمسي الدوري حول الشمس في فترة تصل لحوالي 25 يوما، . بالقرب من سطح الشمس ينتج الحقل المغناطيسي تيار الكهربائي شعاعي. . يتراوح قوة الحقل المغناطيسي الثنائي للشمس مابين 50-400 ميكروتسلا (عند الغلاف الضوئي) ويتناقص متناسباً عكساً مع مكعب المسافة ليصل إلى 0.1 نانو تسلا على مسافة تساوي بعد الأرض. في حين وحسب قياسات المسبارات الفضائية يكون الحقل المغناطيسي البين كوكبي على بعد الأرض يساوي 5 نانو تسلا.